# Arak (bebida)

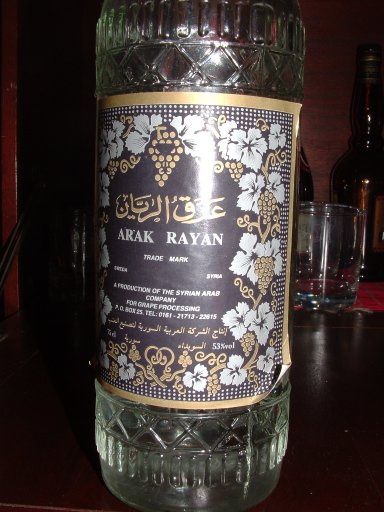
Botella de Arak Rayan.

Arak (del idioma árabe: عرق ) es una bebida alcohólica anisada, destilada e incolora, producida en el Levante mediterráneo, los cuales comprenden Líbano, Siria, Jordania e Irak. La palabra viene del árabe araq que significa "jugo" o "sudor". El arak no debe confundirse con un licor de nombre similar, el arrack.

## Consumo
El arak no se suele consumir tal como sale de la botella, sino que se mezcla aproximadamente 1/3 de arak y 2/3 de agua, y el hielo se agrega después. Esta disolución provoca que el licor tome una tonalidad opaca, con una apariencia lechosa. El arak se mezcla por lo habitual con té y con jugos, y se sirve con el meze, que podría incluir docenas de pequeños platillos, que los bebedores del arak prefieren como acompañamiento, en lugar de un plato fuerte. 
Según las tradiciones, se debe añadir primero el agua y después el hielo, debido a que al añadir el hielo directamente se forma una capa antiestética en la superficie de la bebida. Por la misma razón un vaso con arak nunca se debe rellenar directamente después de vaciarlo, sino que se debe usar un vaso limpio en cada ocasión. Por esta razón en los restaurantes, cuando se pide una botella de arak, el camarero traerá varios vasos junto con ésta.
La mayor producción de Arak se realiza en el norte del Líbano, Siria y el Valle del Bekaa por su clima idóneo y su alta producción de uvas.

## Preparación

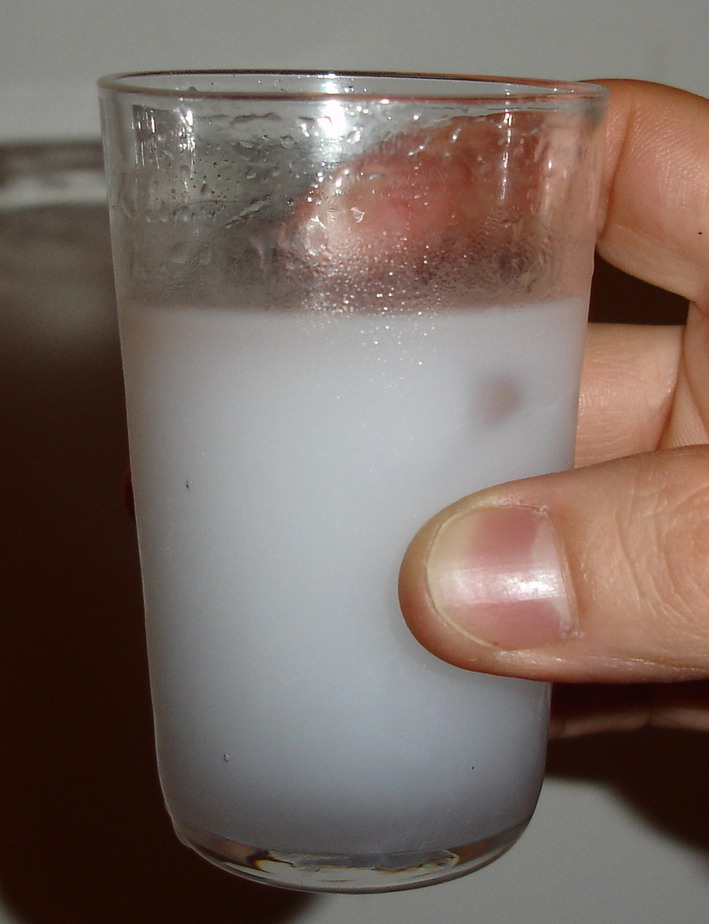
Vaso con arak y hielo, con su acostumbrado color lechoso.

Todo comienza en los viñedos, y en la calidad del vino de uva. El vino debe estar bien madurado, usualmente de color dorado. Los viñedos no son regados y son dejados al cuidado del clima mediterráneo, con lluvia natural y sol. 
Las uvas, cultivadas en septiembre y en octubre, son machacadas y puestas en barriles junto con el jugo (en árabe el mestarr) y dejadas en fermentación durante tres semanas. Ocasionalmente la mezcla completa es revuelta para liberar el CO2.
En la primera destilación, la meta es tener el alcohol de una mezcla que ha fermentado durante tres semanas. Se realiza empleando el alambique o el karkeh también al karkeh, que es un dispositivo hecho de cobre. Consiste básicamente de tres partes. La más baja es un contenedor usado para hervir lo que está dentro (al fuego). La mediana recolecta los vapores provenientes de los ingredientes hirviendo. La tercera parte es usada para enfriar el vapor que será transformado en líquido y recolectado en su salida, usualmente en un contenedor de vidrio. Así que la mezcla de las uvas fermentadas y machacadas es colocada en la parte baja y hervida a una temperatura de alrededor de 78,3 °C (temperatura de ebullición del alcohol), pero debajo de los 100 °C (temperatura de ebullición del agua). La idea es recolectar el alcohol en el contenedor sin la presencia de agua.
En la segunda destilación, se obtiene el producto final. El alcohol recolectado en la primera destilación es destilado de nuevo pero esta vez mezclado con el anís. El alambique completo es lavado para remover todos los restos de la destilación precedente. El alcohol y el anís son mezclados junto con la parte baja del karkeh (llamado en árabe ddessett). La proporción entre alcohol y anís puede variar, pero es de aproximadamente 40 grados. Este último es uno de los mayores factores de la calidad del producto final. Otra destilación tiene lugar, usualmente a la temperatura más baja posible. El proceso es muy lento.
Tradicionalmente se lleva a cabo una fiesta durante la producción del licor. La gente se reúne para ayudar al productor y para tener la fiesta, es una de las fiestas más prestigiosas y tradicionales de las montañas libanesas. Usualmente se celebran en el mes de noviembre.
Este licor se puede tomar solo, con hielo o en coctelería.